# Rachel Ramras
Rachel Leah Ramras (Phoenix, Arizona, 20 de septiembre de 1975) es una actriz, guionista, artista de doblaje y humorista estadounidense. Es uno de los miembros The Groundlings y una de las cocreadoras de la serie Nobodies.

## Filmografía

### Series Animadas y televisión
| Año           | Título                          | Papel              | Notas                       | Fuente |
| ------------- | ------------------------------- | ------------------ | --------------------------- | ------ |
| 2008          | Code Monkeys                    | Dolly Patron (voz) | Episodio: "Dave Gets Boobs" |        |
| 2008          | Young Person's Guide to History | Mujer en la cena   | Episodio #1                 |        |
| 2010–2013     | MAD                             | Voces diversas     |                             |        |
| 2011–2013     | The Looney Tunes Show           | voces adicionales  |                             |        |
| 2014–presente | Mike Tyson Mysteries            | Yung Hee (voz)     | Personaje principal         |        |

### Películas animadas
| Año  | Título                                      | Papel                 | Notas               | Fuente |
| ---- | ------------------------------------------- | --------------------- | ------------------- | ------ |
| 2014 | Elf: Buddy's Musical Christmas              | voces adicionales     |                     | [ 1 ]  |
| 2015 | Looney Tunes: Rabbits Run                   | Lola Bunny (voz)      | Personaje principal | [ 2 ]  |
| 2015 | Scooby-Doo! and Kiss: Rock and Roll Mystery | Shandi Strutter (voz) |                     |        |

### Guionista
| Año       | Título                          | Notas                                  |
| --------- | ------------------------------- | -------------------------------------- |
| 2002–2003 | Cedric the Entertainer Presents | Guionista                              |
| 2004      | The Nick & Jessica Variety Hour | película de la TV                      |
| 2005      | The Buzz on Maggie              | Episodios: "Le Termite" y "Scare Wars" |
| 2007–2008 | Frank TV                        | Guionista                              |
| 2011–2013 | The Looney Tunes Show           | Guionista/Productor                    |